# Немеш Надь, Агнеш
А́гнеш Не́меш Надь (венг. Nemes Nagy Ágnes; 3 января 1922, Будапешт — 23 августа 1991, Будапешт) — венгерская поэтесса.

## Биография
Родилась в кальвинистской семье. В 1944 году окончила Будапештский университет, изучала венгерский и латинский языки, историю искусства.
После войны принадлежала к литературной группе журнала «Новолунье» (Магда Сабо, Геза Отлик и др.), дружила с Яношем Пилинским.
После 1948 года, когда журнал был закрыт властями (возобновлен лишь в 1986), в течение десяти лет Немеш Надь могла публиковать только переводы, работала в педагогическом журнале, преподавала литературу в школе. В 1944—1958 годах была замужем за литературным критиком и Праведником народов мира Балажем Ленделом.

## Творчество
Немеш Надь развивает элиотовскую линию «объективной поэзии» и сторонится прямого выплеска чувств, как и прямых выражений религиозности. Она переводила стихи Горация, Шелли, Уитмена, Малларме, Рильке, Пессоа, Элиота, Сен-Жон Перса, драмы Корнеля, Расина, Мольера, Кокто, Брехта, Дюрренматта.

## Признание
Наследие поэтессы невелико, но чрезвычайно весомо. Она была удостоена крупнейших национальных премий — Ференца Баумгартена (1946), Аттилы Йожефа (1969), Лайоша Кошута (1983). Её стихи и эссеистика переведены на английский, немецкий, французский, испанский, итальянский и другие языки.

## Произведения
- Kettős világban/ В раздвоенном мире (1946)
- Szárazvillám/ Зарница (1957)
- Vándorévek/ Годы странствий (1964, переводы)
- Napforduló/ Солнцестояние (1967)
- A lovak és az angyalok/ Кони и ангелы (1969)
- Éjszakai tölgyfa/ Ночной дуб (1979, эссе о поэзии)
- Egy pályaudvar átalakítása/ Перестройка железнодорожной станции (1980, стихотворения в прозе)
- Között/ В промежутке (1981)
- A Föld emlékei/ Земля не забывает (1986)

## Сводные издания
- Összegyűjtött versei. Budapest: Osiris-Századvég, 1995 (собрание стихотворений, переизд. 1997, 2003)
- Ágnes Nemes Nagy on poetry: a Hungarian perspective. Lewiston: Edwin Mellen Press, 1998
- Szó és szótlanság. Budapest: Magvető, 1989 (избранные эссе)

## Публикации на русском языке
- [Стихи]// Венгерская поэзия. XX век. М.: Художественная литература, 1982, с.422-429